# Kelenna Azubuike
Pour les articles homonymes, voir Azubuike.
Kelenna David Azubuike se prononce "Azabouki" (né le 16 décembre 1983 à Londres) est un joueur professionnel de basket-ball. Il évolue au poste d'ailier et mesure 1,96 mètre. Ses performances aux contres et au dunk l'ont fait connaître. Son surnom est "Booky".

## Carrière NBA
Il se présente à la Draft 2005 de la NBA où il n'est pas sélectionné. Il rejoint ensuite un camp de pré-saison avec les Cavaliers de Cleveland. Ceux-ci ne le gardent pas dans leur effectif à la fin de la pré-saison. Il joue alors avec les Fort Worth Flyers en NBA Development League. Cette première saison dans cette ligue se révèle excellente.
Le 4 août 2006, les Rockets de Houston le signent pour le camp d'entraînement mais, après seulement 2 matchs de pré-saison, la franchise met fin à son contrat le 24 octobre. Il retourne alors en NBA Development League. Ses moyennes sont de 26 points et 5 rebonds et il est le 3e meilleur tireur à 3 points.
Le 2 janvier 2007, les Warriors de Golden State le signent pour compenser les absences sur blessures de plusieurs joueurs. D'après une anecdote, l'entraîneur Don Nelson ne savait pas qu'il signait Azubuike. Il raconte que son General Manager Chris Mullin lui a donné un coup de téléphone où il lui demandait s'il aimait la Sambuca, Nelson dit « oui » et Azubuike fut signé.
Le 7 août 2007, les Warriors signent à nouveau Azubuike. Ses statistiques sont de 9,4 points, 4,1 rebonds et 1,2 passe pour 23 minutes passées sur le terrain.
Le 8 juillet 2010, après l'annonce de la signature de LeBron James au Heat de Miami, Kelenna est envoyé aux Knicks de New York avec ses coéquipiers Ronny Turiaf et Anthony Randolph dans le cadre d'un sign and trade envoyant David Lee aux Warriors de Golden State.